# Nicken Malmström

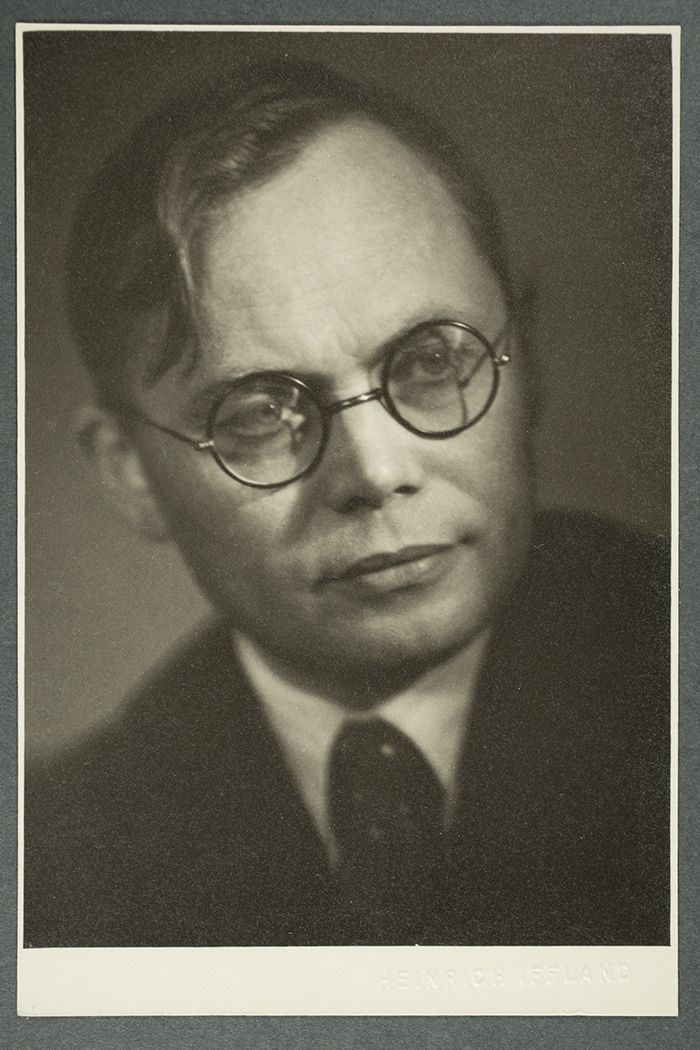
Nicken Malmström. Foto: Heinrich Iffland. Svenska litteratursällskapet i Finland

Nicken Malmström, född 19 februari 1897 i Moskva, död 26 juli 1967 i Helsingfors, var en finländsk författare och mykolog. Han var 1930–1947 gift med Ann-Marie Häyrén-Malmström.
Malmström blev student 1917, avlade folkskollärarexamen 1921 samt blev filosofie kandidat 1926 och filosofie magister 1927.  Han var vikarie vid folkskolor i Helsingfors 1921–1922, vid lärdomsskolor i Helsingfors och Viborg och vid Nykarleby seminarium som lärare i biologi och geografi 1928 och 1930, timlärare i modersmålet vid svenska avdelningen av Tekniska skolan i Helsingfors 1934–1949, lärare i ekonomisk geografi vid Svenska Handelsinstitutet i Helsingfors 1948–1950 och mykolog vid Botaniska museet i Helsingfors 1949–1964. Han utgav efter debuten 1927 ett tiotal diktsamlingar (urval: Aldrig en strand, 1963), som till en början bar prägel av fatalism och disharmoni; stämningar som senare förbyttes i en tillitsfull religiös livssyn.